# Microsoft Office Live
O Microsoft Office Live era uma família de serviços desenvolvida pela Microsoft com o objetivo de complementar a funcionalidade do Microsoft Office, integrando a plataforma Windows Live com o Microsoft Windows. O produto apareceu numa versão beta (apenas nos EUA) em 15 de fevereiro de 2006, e foi lançado numa versão final em 15 de novembro.
Posteriormente, o serviço foi substituído pelas Office Live Apps, que estão intimamente ligadas ao OneDrive.

## Características
O Microsoft Office Live oferecia aos utilizadores um espaço Web pessoal e numerosas ferramentas de desenvolvimento e programação, mas também caixas de correio eletrónico, suporte para linguagens avançadas como JavaScript e AJAX, funções de sincronização e de mensagens instantâneas e muito mais.
Existiam três ofertas diferentes (Microsoft Office Live Basics, Microsoft Office Live Essentials e Microsoft Office Live Premium), destinadas tanto a utilizadores simples como a pequenas e médias empresas.

### Microsoft Office Live Basics
- Serviço gratuito
- Domínio pessoal com 500 MB de espaço web
- Ferramentas de relatório e de conceção da Web para o desenvolvimento do seu próprio sítio
- Até 5 contas de correio eletrónico com 2 GB de espaço dedicado
- Office Live AdManager

### Microsoft Office Live Essentials
- Taxa de serviço
- Inclui todas as funcionalidades do Live Basics
- 1 GB de espaço Web e até 50 contas de correio eletrónico
- Suporte para um máximo de 10 utilizadores com 500 MB de memória atribuída
- Office Live Business Contact Manager

### Microsoft Office Live Premium
- Taxa de serviçoI
- Inclui todas as funcionalidades do Live Basics e do Live Essentials
- 2 GB de espaço Web e até 50 contas de correio eletrónico
- Suporte para um máximo de 10 utilizadores com 1 GB de memória atribuída
- Ferramentas avançadas de desenvolvimento e programação